# Square Léopold-Achille
Le square Léopold-Achille est un square de Paris, situé dans le 3e arrondissement, dans le quartier des Archives.

## Situation et accès
Le site est accessible par le 5, rue du Parc-Royal.
Il est desservi par la ligne 8 à la station Chemin Vert.

## Description

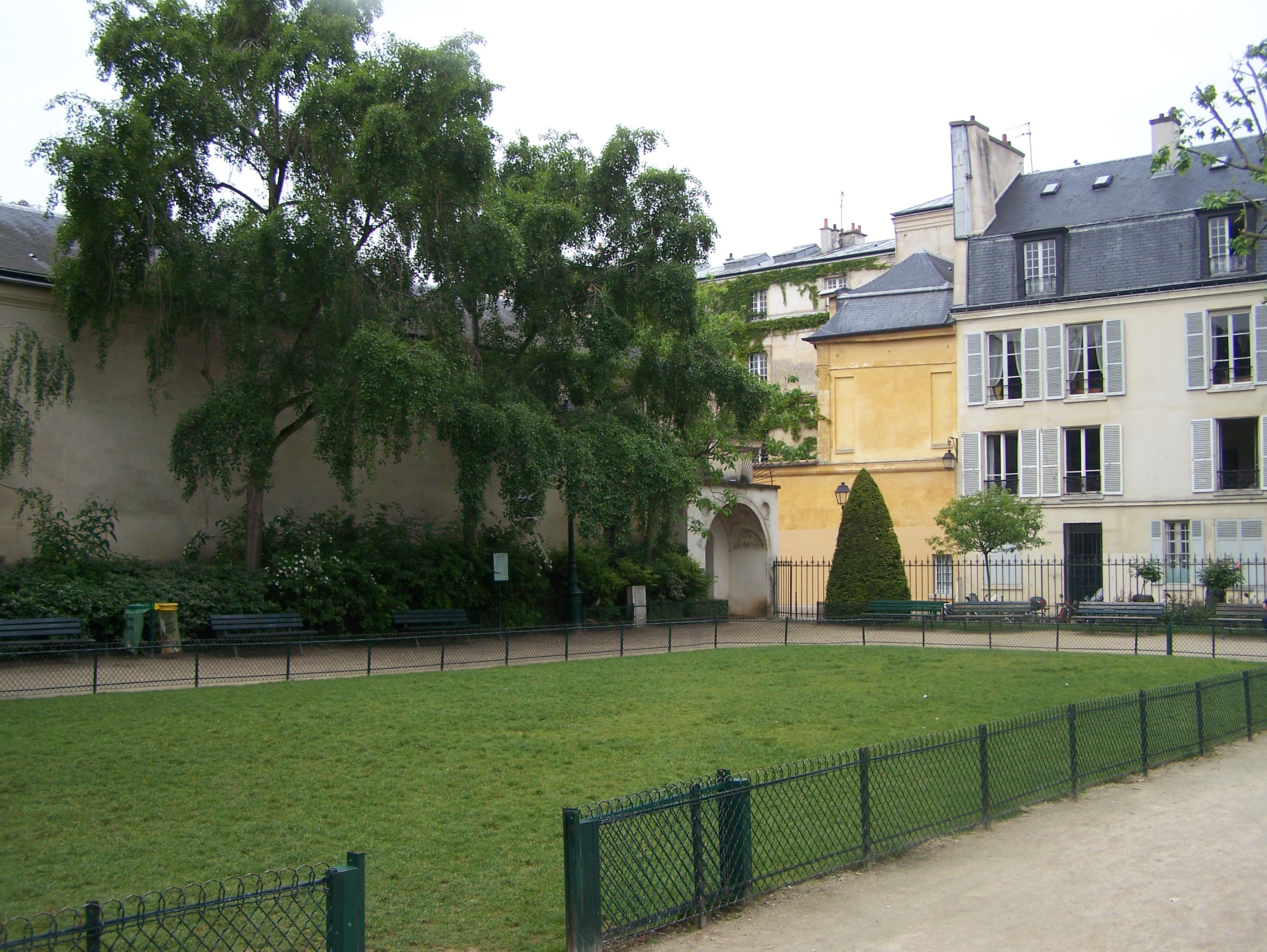
Vue générale du Parc royal.

Créé en 1913, le square s'étend sur 2 190 m2. Il offre une aire de jeux pour les enfants, un bac à sable, des toilettes publiques et une borne d'accès Wi-Fi.
Deux arbres y sont remarquables : un orme de Sibérie (Zelkova carpinifolia) datant de 1907, et un faux houx du Japon, ou osmanthe (Osmanthus aquifolium) introduit en France en 1856 dont les feuilles piquantes sont très odorantes. D'autres essences sont présentes : un pêcher commun (Prunus persica « Klara Meyer », pêcher à fleurs doubles de couleur rose vif en pompons, replanté en 2006), pterocaryas, platanes, faux acacia, arbre de Judée, tulipier, peupliers de Berlin (Populus berolinensis), passiflore…

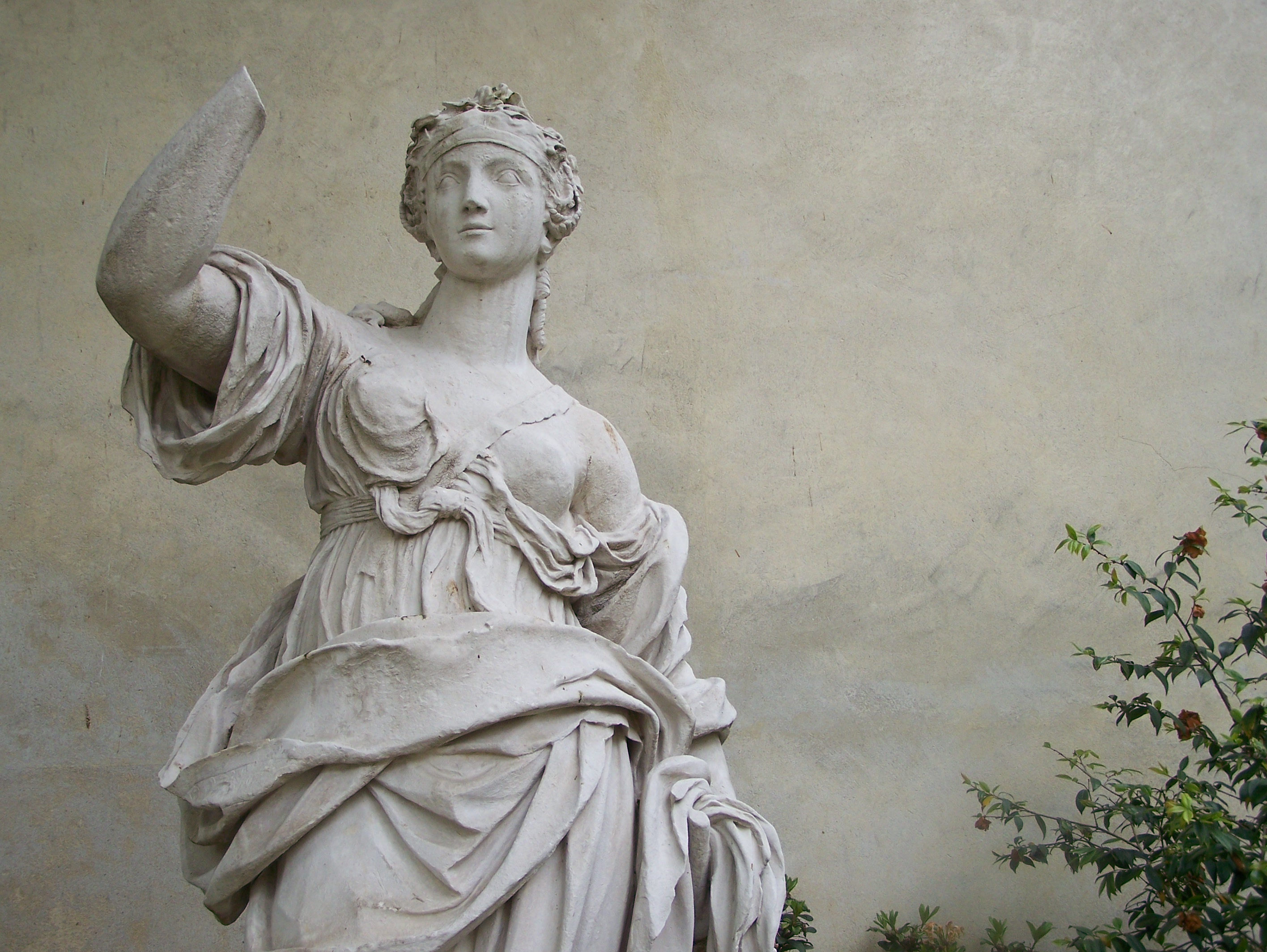
Pomone (1841), statue de femme au bras levé, sauvée de l'incendie de l'Hôtel de ville en 1871.

Le square est bordé de trois rues : la rue de Sévigné (du nom de la marquise, qui logeait là), la rue Payenne (de « Payen », nom de l'ancien propriétaire du terrain), la rue du Parc-Royal (ainsi nommée parce qu'elle conduisait aux jardins de l'ancien hôtel des Tournelles, séjour des rois de France, qui s'étendaient en partie à l'emplacement de l'actuelle place des Vosges).
Le mur mitoyen du musée Carnavalet protège une statue de marbre, d'un auteur inconnu, intitulée Femme debout ou Pomone, et qui pourrait provenir de la façade de l'ancien Hôtel de ville, détruit au moment de la Commune. La date de 1841 est gravée sur le socle.

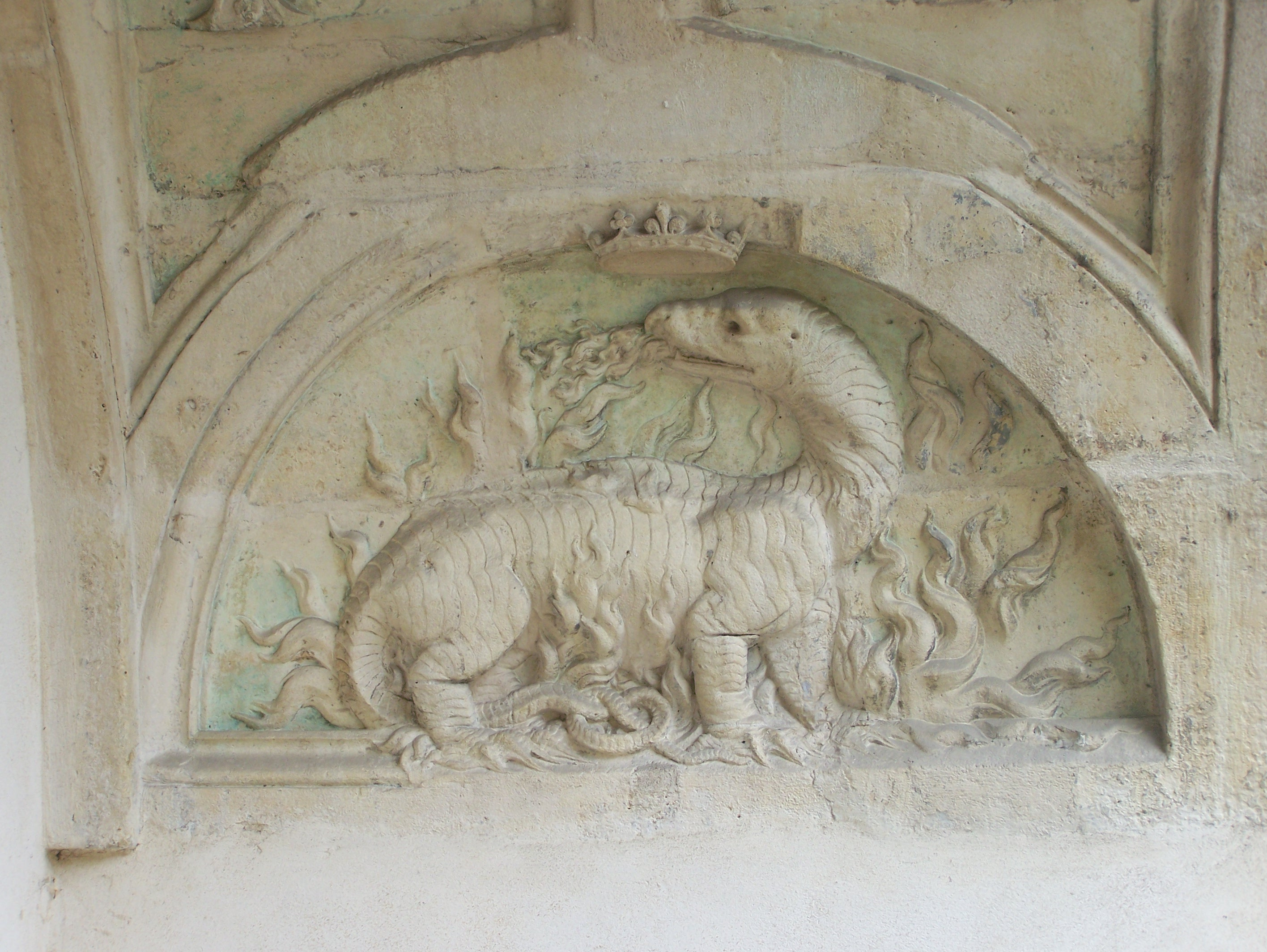
Sculpture de salamandre royale, évoquant François Ier, issue du dépôt lapidaire du musée Carnavalet et exposée au Parc royal.

Le long du mur du musée Carnavalet se trouve également une petite alcôve contenant des vestiges historiques de l'époque de François Ier : une voûte richement sculptée, avec deux salamandres royales se faisant face, surmontées de lettres ornées « F ».
En 2007, en raison de sa gestion raisonnée des ressources, le square a obtenu le label « espaces verts écologiques » décerné par Écocert.

## Origine du nom
Le square honore Léopold Achille (1844-1921), parfumeur et écrivain, membre du Parti radical, conseiller municipal de Paris, et ancien adjoint au maire du 3e arrondissement de Paris.

## Historique
Dès le XIIIe siècle, d'importants terrains maraîchers appelés « culture Sainte-Catherine » se trouvaient à l'emplacement actuel du square. Ils étaient la propriété des chanoines de Sainte-Catherine-du-Val-des-Écoliers. Au XVe siècle, un magnifique parc royal s'étendait sur 2 000 m2, jouxtant les jardins de la Maison royale des Tournelles, lieu occupé par tous les rois de France depuis 1432. Catherine de Médicis en commanda la destruction et le Parc royal fut alors laissé à l'abandon, lieu de prédilection des mendiants et des vagabonds.
Le terrain maraîcher a été ensuite bâti, en particulier au XVIe siècle. Le square est désormais mitoyen de l'hôtel Le Peletier de Saint-Fargeau. En 1687, sur les plans de l'architecte Pierre Bullet, Michel Le Peletier, seigneur de Souzy et intendant des Finances, fait ériger une maison particulière au no 29 de l'actuelle rue de Sévigné. Le pignon et le mur de son orangerie font office de mur d'enceinte au square.
Le square portait le nom de « Parc royal » jusqu'à ce qu'on le baptise de celui de Léopold Achille. Étrangement, dans le parler vernaculaire du quartier, l'ancienne dénomination persiste : on dit toujours « aller au Parc royal avec les enfants »…